# Persicula canaryensis
Persicula canaryensis is een slakkensoort uit de familie van de Cystiscidae. De wetenschappelijke naam van de soort is voor het eerst geldig gepubliceerd in 1972 door Clover.